# Apalaches
Cet article concerne la tribu amérindienne. Pour la chaîne de montagnes, voir Appalaches. Pour la municipalité régionale de comté, voir Les Appalaches.

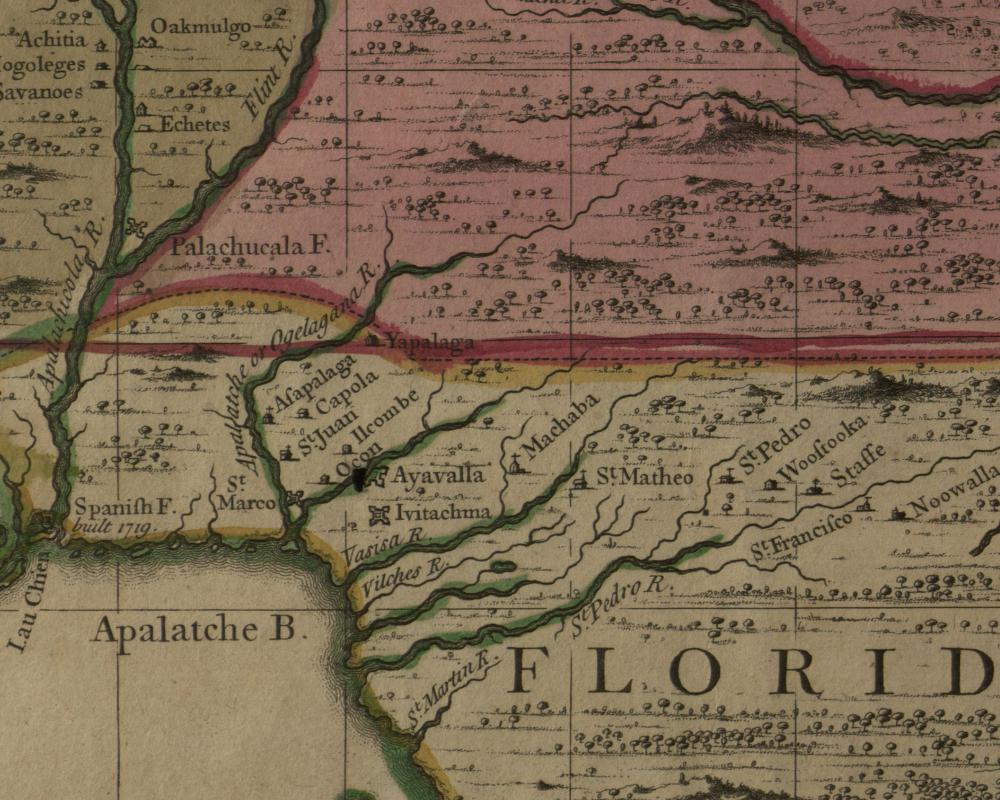
Carte ancienne du nord-ouest de la Floride où vivaient les Apalaches.

Les Apalaches étaient une tribu amérindienne qui vivait dans la Province Apalachee (en) au sein de l'actuel État de Floride jusqu'à ce qu'elle soit en grande partie anéantie et dispersée au XVIIIe siècle.  Ils vivaient entre les fleuves Aucilla et Ochlockonee, au nord de la baie Apalachee, et furent rencontrés pour la première fois par des explorateurs espagnols au XVIe siècle. Les Apalaches parlaient une langue aujourd'hui éteinte, l'apalachee, documentée par des écrits de la période coloniale espagnole.